# Meziknihovní výpůjční služba
Meziknihovní výpůjční služba (zkráceně MVS, anglicky Interlibrary loan, německy Fernleihe) je knihovnická služba, která umožňuje uživateli (registrovanému čtenáři) zapůjčení dokumentu, který není ve fondu knihovny, ve které je registrován, prostřednictvím jiné knihovny.
V současné době patří MVS spolu s meziknihovní informační službou (MIS) a meziknihovní reprografickou službou (MRS) do souboru meziknihovních služeb.

## Terminologie
Meziknihovní služby (MS) jsou veřejné knihovnické a informační služby. Dle zák. č. 257/2001 Sb. se jimi rozumí soubor výpůjčních, informačních a reprografických služeb, které mezi sebou uskutečňují knihovny s cílem zpřístupnit svým uživatelům knihovní dokumenty bez ohledu na místo jejich uložení. Jsou založeny na principu reciprocity, z něhož vyplývá pro zúčastněné knihovny povinnost poskytovat meziknihovní služby, a to jak v pozici žádající, tak dožádané knihovny.
Žádající knihovna (ŽK) je knihovna, kterou požádal její uživatel o zpřístupnění knihovního dokumentu, který nemá ve svém knihovním fondu (KF).
Dožádaná knihovna (DK) je knihovna, která byla ŽK požádána o zprostředkování knihovního dokumentu ze svého fondu, příp. o poskytnutí informace o něm.

## Podstata MVS
Dožádaná knihovna je povinna žádající knihovně dokument zprostředkovat ze svého fondu formou výpůjčky nebo vytvořením kopie dokumentu. Jedná se o vzájemnou dohodu mezi knihovnami, které své lokální vlastnictví dokumentů využívají pro zasílání dokumentů dalším knihovnám, jednotlivým uživatelům a organizacím.
Meziknihovní výpůjční služby představují jednu ze základních složek kooperace mezi knihovnami a ostatními informačními institucemi při zajišťování pohotového a rovnoprávného přístupu uživatelů k informacím a dokumentům. Jejich podstata spočívá v povinnosti každé knihovny obstarat pro své uživatele informační prameny, které nejsou ve fondu knihovny z kterékoli jiné knihovny, která je pak povinna půjčit tyto prameny ze svých fondů.

## Legislativa
Podmínky meziknihovní výpůjční služby stanovuje zákon č. 257/2001 Sb., o knihovnách a podmínkách provozování veřejných knihovnických a informačních služeb (knihovní zákon) v paragrafu 14. MVS je ze zákona poskytována bezplatně, za poskytnutí kopie dokumentu v rámci meziknihovních reprografických služeb může knihovna požadovat úhradu za vynaložené náklady. Provozovatelé knihoven mohou požadovat úhradu nákladů na dopravu knihovního dokumentu, ovšem výše nákladů zákonem stanovena není a různí se u jednotlivých knihoven.
Náležitosti žádosti o zprostředkování knihovního dokumentu určuje vyhláška Ministerstva kultury č. 88/2002 Sb., k provedení zákona č. 257/2001 Sb., o knihovnách a podmínkách provozování veřejných knihovnických a informačních služeb (knihovní zákon).
V souladu s výše uvedenými zákony byly v roce 2023 aktualizovány Metodické pokyny pro meziknihovní služby v České republice.  Tyto pokyny definují např. úlohu krajských a pověřených knihoven v krajském systému meziknihovních služeb nebo proces meziknihovních služeb. 

## Historický vývoj MVS
Meziknihovní výpůjční službu na území tehdejšího Československa poprvé definoval zákon č. 53/1959 Sb., O jednotné soustavě knihoven (tzv. druhý knihovnický zákon) v paragrafu 3. „Aby se zlepšily a prohloubily služby čtenářům, knihovny jednotné soustavy a) jsou povinny půjčit a obstarat na požádání jednotlivé knihy, časopisy a jiné sbírkové materiály nebo jejich soubory (meziknihovní výpůjční služba), pokud tomu nebrání zvláštní důvody, b) kde se to jeví účelné, spolupracují, popř. poskytují si vzájemně pomoc při doplňování knihovních sbírek při nákupu nebo výměně literatury, dále v oblasti informační a bibliografické činnosti, v otázkách metodických, při dovozu literatury ze zahraničí a při propagaci literatury, c) mají přednostní právo při získávání knih, časopisů a jiných sbírkových materiálů.“
Směr spolupráce mezi knihovnami dále naznačila Vyhláška ministerstva školství a kultury č. 51/1963 Sb., která v paragrafu 5 uvedla: „... k zajištění a prohloubení služby čtenářům jsou knihovny povinny půjčit a obstarat na požádání knihy a jednotlivá čísla novin a časopisů kterékoli jiné knihovně v ČSSR, pokud tomu nebrání zvláštní důvody“.
S růstem meziknihovní spolupráce v 60. letech 20. stol. nastala potřeba definovat ty služby, které byly s meziknihovními výpůjčními službami spjaté, a tak vznikla v roce 1965 následující vymezení:
- Služby bibliograficko-informační meziknihovní - slouží k poskytování informací opírajících se o knihovní fondy, katalogy a bibliografický aparát jedné knihovny knihovně druhé;

- Služby fotoreprodukční meziknihovní - zahrnují poskytování fotokopií, mikrofilmů, mikrokaret, apod. z fondu jedné knihovny knihovně druhé. Daného typu služeb se používá místo přímé meziknihovní výpůjční služby v těch případech, jde-li o žádosti o zapůjčení unikátních, vzácných nebo pro půjčující knihovnu nepostradatelných děl;

- Meziknihovní výpůjční služby - opatření, jež umožňují, aby si každá knihovna mohla na základě určitých pravidel vypůjčit buď jednotlivé publikace, nebo soubory knih z kterékoli jiné knihovny a naopak půjčovat z vlastního fondu ostatním knihovnám.

Další zlom v definování meziknihovních výpůjčních služeb nastal po roce 1989, počátkem 90. let 20. stol. docházelo k značným změnám i v oboru knihovnictví. Principy meziknihovní výpůjční služby zůstaly v podstatě nezměněné a bylo lze je definovat jako „komplex služeb zaměřených na spolupráci při zpřístupňování informací a při zabezpečování dostupnosti požadovaných dokumentů nebo jejich kopií rychlými a ekonomicky efektivními způsoby “.
I přesto, že v současné době elektronického publikování mají klasické meziknihovní služby spíše klesající tendenci, jedná se stále o služby využívané a jejich vývoj se posouvá dopředu. V rámci meziknihovních služeb je možné nejen využívat digitální knihovny a digitální zdroje, ale také převést tuto agendu do digitálního prostředí elektronických služeb.

## Postup objednávky MVS
Možnost objednat si dokumenty, které knihovna nemá ve svém fondu, prostřednictvím meziknihovní výpůjční služby mají výhradně registrovaní uživatelé dané knihovny. Postupy objednávky MVS se v knihovnách různí (objednání přes formulář, email apod.), ve velkých knihovnách se často objednávka provádí pomocí nabídky objednávky v on-line katalogu, která vypadá zhruba následovně:
- Přihlaste se do svého čtenářského konta.

- Přesvědčte se, zda knihovna nemá požadovaný dokument ve fondu - pokud ne, zadejte tlačítko MVS.

- Vypište žádanku MVS a odešlete do knihovny.

- Knihovna zašle oznámení o vyzvednutí dokumentu (e-mailem).

V případě, že knihovna nenabízí nabídku MVS ve svém on-line katalogu nebo nemá-li knihovna on-line katalog, lze objednávku např. také vyřídit s knihovníkem u výpůjčního pultu.

## Projekt Meziknihovní výpůjční systém
Elektronický systém M. V. S. byl projekt Regionální knihovny Karviná. Umožňoval českým a slovenským veřejným knihovnám a institucím registraci do elektronického systému, který následně zajišťoval kooperaci při vyhledávání jednotlivých záznamů pro potřeby MVS. Služba M. V. S. získala v roce 2000 1. cenu INFORUM 2000 za nejvýznamnější český a slovenský produkt, službu nebo čin spojený s elektronickými informačními zdroji s významem pro českou resp. slovenskou informační scénu.
V roce 2018 se na webové adrese projektu objevila informace, že projekt byl ukončen.